# 2 euro commemorativi emessi nel 2010
| Immagine | Paese | Tema | Tiratura       | Emissione        | Disegnatore            |
| --- | --- | --- | -------------- | ---------------- | ---------------------- |
| | Lussemburgo | Stemma del granduca Enrico                                                                                                   | 529.500        | 14 gennaio 2010  | Alain Hoffman          |
| Descrizione: la parte interna della moneta rappresenta a sinistra il ritratto del Granduca Henri, lo sguardo rivolto verso destra, e a destra lo stemma del Granduca, sul quale figura il millesimo «2010», circondato dai marchi delle zecche ed esteso leggermente sull’anello esterno. In basso, l’indicazione del paese di emissione «LËTZEBUERG» si estende leggermente sull’anello esterno. Sull’anello esterno della moneta figurano le 12 stelle della bandiera dell’Unione europea. | | |                |                  |                        |
| | Germania | Presidenza di Brema al Bundesrat: Municipio di Brema e Statua di Rolando 5ª moneta della I serie dedicata ai Länder tedeschi | 30.914.630 ca. | 29 gennaio 2010  | Bodo Broschat          |
| Descrizione: la parte interna della moneta rappresenta il municipio di Brema, con in primo piano la statua di Orlando. In basso, a destra, è riportata la leggenda «BREMEN»; in alto a sinistra il marchio della zecca è rappresentato dalla lettera A, D, F, G o J; in basso sono impresse le iniziali dell’artista Bodo Broschat. Sull'anello esterno della moneta l’indicazione dello Stato di emissione «D» e l’anno di emissione «2010». Sull’anello esterno della moneta figurano le 12 stelle della bandiera dell’Unione europea. | | |                |                  |                        |
| | Spagna | Colonne della Grande moschea di Cordova 1ª moneta della serie dedicata ai siti spagnoli Patrimonio dell'umanità UNESCO       | 4.000.000      | 3 marzo 2010     | Alfonso Morales Muñoz  |
| Descrizione: la parte interna della moneta rappresenta l'interno della grande moschea, cattedrale di Cordoba. A sinistra figura il marchio della zecca. In basso l'indicazione dello Stato di emissione seguita dall'iscrizione «ESPAÑA 2010». Sull’anello esterno della moneta figurano le 12 stelle della bandiera dell’Unione europea. | | |                |                  |                        |
| | Slovenia | 200º anniversario dell'Orto botanico di Lubiana                                                                              | 1.000.000      | 10 maggio 2010   | Gorazd Učakar          |
| Descrizione: la parte interna della moneta raffigura la pianta Rebrinčevolistna Hladnikija. Nel campo sinistro sotto la pianta, il nome «HLADNIKIA PASTINACIFOLIA» è iscritto ad arco. Attorno all'immagine in un cerchio si trova la dicitura «SLOVENIJA 2010. 200 LET. BOTANIČNI VRT. LJUBLJANA». Sull’anello esterno della moneta figurano le 12 stelle della bandiera dell’Unione europea. | | |                |                  |                        |
| | Francia | 70º anniversario dell'appello di Charles de Gaulle                                                                           | 20.025.317     | 25 maggio 2010   | Nicolas Cozan          |
| Descrizione: la parte interna della moneta rappresenta il generale de Gaulle, in uniforme e a capo scoperto, nell’atto di leggere l’appello davanti a un microfono dell’epoca. L’indicazione dello Stato di emissione «RF» è abilmente apposta sul manoscritto. L’anno di emissione «2010» è indicato in alto. Seguono le iscrizioni «70 ANNI» e «APPELLO 18 GIUGNO». Sull’anello esterno della moneta figurano le 12 stelle della bandiera dell’Unione europea. | | |                |                  |                        |
| | Belgio | Presidenza belga del Consiglio europeo                                                                                       | 5.012.000      | 10 giugno 2010   | Luc Luycx              |
| Descrizione: all’interno della moneta campeggia il logo della commemorazione, ovvero i caratteri stilizzati «EU» e la scritta «trio.be». Il disegno è circondato, in alto, dall’iscrizione «BELGIAN PRESIDENCY OF THE COUNCIL OF THE EU 2010» (presidenza belga del Consiglio dell’Unione europea 2010) e, in basso, dal nome del paese nelle tre lingue ufficiali: «BELGIE BELGIQUE BELGIEN». Sotto il logo si trovano, rispettivamente a sinistra e a destra dell’anno di emissione (2010), il marchio di zecca e quello del «Commissaire des Monnaies». Sull’anello esterno della moneta figurano le 12 stelle della bandiera dell’Unione europea. | | |                |                  |                        |
| | Portogallo | 100º anniversario della Prima Repubblica portoghese                                                                          | 1.035.000      | 7 settembre 2010 | Jose Cândido           |
| Descrizione: al centro della parte interna della moneta figurano lo stemma del Portogallo e l’effigie della Repubblica, due dei simboli più rappresentativi della Repubblica portoghese, circondati dalla dicitura «República Portuguesa — 1910-2010», dal marchio di zecca «INCM» e dal nome dell’artista «JOSE CÂNDIDO». Sull’anello esterno della moneta figurano le 12 stelle della bandiera dell’Unione europea. | | |                |                  |                        |
| | San Marino | 500º anniversario della scomparsa di Sandro Botticelli                                                                       | 130.000        | 7 settembre 2010 | Roberto Mauri          |
| Descrizione: la parte interna della moneta rappresenta un particolare della Voluttà, una delle Tre Grazie danzanti, liberamente ispirato al dipinto «La Primavera» di Sandro Botticelli. L'anno di emissione «2010» è indicato in alto. Sulla sinistra figurano lo Stato di emissione «SAN MARINO» e il marchio «R» della zecca. Sulla destra è indicata l'iniziale «m» dell'autore del bozzetto Roberto Mauri. Sull’anello esterno della moneta figurano le 12 stelle della bandiera dell’Unione europea. | | |                |                  |                        |
| Vaticano 2010 | Città del Vaticano | Anno sacerdotale | 111.000        | 12 ottobre 2010  | Guido Veroi            |
| Vaticano 2010 | Descrizione: la parte interna della moneta rappresenta un pastore che salva una pecora dalle fauci di un leone. Intorno al disegno figurano due incisioni: in alto lo Stato di emissione «CITTÀ DEL VATICANO» e in basso l'oggetto della commemorazione «ANNO SACERDOTALE». Sulla sinistra è indicato l'anno di emissione «2010», in basso il marchio «R» della zecca e sulla destra il nome dell'artista «VEROI». Sull’anello esterno della moneta figurano le 12 stelle della bandiera dell’Unione europea. | |                |                  |                        |
| | Grecia | 2500º anniversario della battaglia di Maratona                                                                               | 2.500.000      | 25 ottobre 2010  | Georgios Stamatopoulos |
| Descrizione: la parte interna della moneta reca una composizione con uno scudo e un corridore guerriero che simboleggiano la battaglia per la libertà e i nobili ideali rappresentati dalla battaglia di Maratona. L'uccello sullo scudo simboleggia la nascita della civiltà occidentale attuale. Intorno all'immagine vi è la scritta in greco «ΜΑΡΑΘΩΝΑΣ/2500 ΧΡΟΝΙΑ/490 Π.Χ./2010 Μ.Χ.» e il paese emittente «ΕΛΛΗΝΙΚΗ ΔΗΜΟΚΡΑΤΙΑ». Sull’anello esterno della moneta figurano le 12 stelle della bandiera dell’Unione europea. | | |                |                  |                        |
| Finlandia 2010 | Finlandia | 150º anniversario della zecca finlandese                                                                                     | 1.600.000      | 11 novembre 2010 | Reijo Paavilainen      |
| Finlandia 2010 | Descrizione: il disegno consta, sul lato sinistro, del leone stilizzato dello stemma della Finlandia e del millesimo «2010», sul lato destro, del marchio di zecca e di una serie di cifre simboleggianti valori monetari. Sul fondo, l’indicazione «FI» relativa al paese di emissione. Sull’anello esterno della moneta figurano le 12 stelle della bandiera dell’Unione europea. | |                |                  |                        |
| | Italia | 200º anniversario della nascita di Camillo Benso di Cavour                                                                   | 4.000.000      | 9 dicembre 2010  | Claudia Momoni         |
| Descrizione: al centro della moneta si trova un dettaglio del ritratto dello statista italiano. A sinistra figurano l'iscrizione «CAVOUR» ed il monogramma della Repubblica italiana, «RI», a destra la lettera «R», le date «1810» e «2010» e le iniziali dell'artista Claudia Momoni, «C.M.». Sull’anello esterno della moneta figurano le 12 stelle della bandiera dell’Unione europea. | | |                |                  |                        |